# Ciguñuela
Ciguñuela – gmina w Hiszpanii, w prowincji Valladolid, w Kastylii i León, o powierzchni 30,36 km². W 2011 roku gmina liczyła 403 mieszkańców.